# The Belgian Chess Club
The Belgian Chess Club – belgijski klub szachowy z siedzibą w Anderlechcie, dziewięciokrotny mistrz kraju. Wcześniej funkcjonował pod nazwami CE Anderlecht, SK Anderlecht i CC Anderlecht.

## Historia
Klub został założony 1 września 1950 roku jako Cercle d’Echecs d’Anderlecht. Pierwszym prezydentem klubu był François De Ridder. W 1957 roku klub wchłonął L’Echigan Ganshoren, co – dzięki zwiększeniu liczby członków – umożliwiło mu uczestnictwo w mistrzostwach Belgii. Rok później nastąpiła fuzja z klubem Ruy López Saint-Gilles. W późniejszym czasie część zawodników klubu założyła zespół Mat, co miało na celu umożliwienie im startu w mistrzostwach Belgii. Doprowadziło to do kryzysu, efektem którego były m.in. problemy kadrowe, finansowe i lokalowe. Po opanowaniu sytuacji klub w latach 1977–1978 zdobył pierwsze dwa tytuły mistrzowskie. Następnie zmieniono nazwę na Schaakkring Anderlecht, po czym uzyskano wsparcie sponsorskie Bessela Koka i pozyskano takich graczy, jak Jan Timman, Gert Ligterink i John van der Wiel. W latach 1983 i 1985 zespół zdobył tytuły mistrza Belgii, a w 1986 roku zadebiutował w Pucharze Europy. W tamtej edycji Anderlecht pokonał SK VÖEST Linz, MTK Vörös Meteor Budapeszt i Partizan Belgrad, odpadając w półfinale z CSKA Moskwa. W kraju kolejne tytuły uzyskano w latach 1987–1989, 1991 i 1993. Na początku lat 90. Bessel Kok wycofał się ze sponsorowania drużyny. W 1992 roku dokonano wchłonięcia pobliskiego Le Chess Club, przemianowując zespół na Chess Club Anderlecht. W 1994 roku po raz ostatni Anderlecht wystąpił w Pucharze Europy, zajmując ostatnie miejsce w fazie grupowej. W 1996 roku klub połączył się z Roque Anderlechtois. W 2011 roku zespół powrócił do Division 1. W sezonie 2012/2013 szachiści klubu uzyskali szóste miejsce w lidze. W 2014 roku klub spadł do Division 2. W kolejnym sezonie Anderlecht wrócił do pierwszej ligi, po czym zmieniono nazwę klubu na The Belgian Chess Club. W 2017 roku zespół spadł z ligi.

## Arcymistrzowie w historii klubu
- Dawid Bronstein[1]
- Jean-Luc Chabanon[10]
- Anatolij Karpow[1]
- Paul Motwani[11]
- Giennadij Sosonko[12]
- Jan Timman[1]
- John van der Wiel[1]
- Loek van Wely[13]